# Maison de Dampierre (Aube)
Pour les articles homonymes, voir Maisons de Dampierre.
La maison de Dampierre est une grande famille du Moyen-Âge, originaire de Dampierre (Aube). Ses différentes branches se sont développées à partir du XIe siècle en Champagne, en Artois, et dans plusieurs provinces de la Belgique actuelle. Toutes les branches de cette famille se sont éteintes avant la fin du Moyen Âge.

## Branche de Dampierre
Cette généalogie se fonde sur le site de référence Medieval Lands.
La branche de Dampierre s'est éteinte vers 1310.
- Vitier de Moëslains († vers 1080) : premier seigneur connu de Dampierre et de Moëslains. À son retour de Jérusalem (avant 1063), il fait une donation à l'abbaye de Montier-en-Der. Le nom de sa femme est inconnu, mais il aurait eu deux enfants :
  - Hugues de Dampierre († en 1081) : évêque de Troyes de 1072 à 1081.
  - Thibaut de Dampierre († en 1107/1108), qui suit.
- Thibaut de Dampierre († en 1107/1108) : succède à son père en tant que seigneur de Dampierre et de Moëslains. Il épouse Elisabeth de Montlhéry, fille de Milon Ier dit le Grand, seigneur de Montlhéry, et de Lithuise de Soissons, vicomtesse de Troyes, dont il a cinq enfants :
  - Guy de Dampierre († en 1151), qui suit.
  - Eudes de Dampierre († après 1136).
  - une fille mariée à un chevalier nommé Geoffroy.
  - d'autres enfants cités (mais non nommés) dans une charte de 1107/1108.
- Guy Ier de Dampierre († en 1151) : succède à son père en tant que seigneur de Dampierre, de Saint-Dizier et de Moëslains et vicomte de Troyes. Il épouse  Helvide de Baudement, veuve d'Hugues, seigneur de Montréal et fille d'André, seigneur de Baudement et sénéchal de Champagne, et d'Agnès, dont il a sept enfants. Il fut régent de la seigneurie de Montréal pendant la minorité des enfants que sa femme eut avec son premier époux.
  - Anséric de Dampierre : cité dans les chroniques d'Albéric de Trois-Fontaines. Probablement mort jeune.
  - Guillaume de Dampierre († après 1173), qui suit.
  - André de Dampierre († après 1165), cité dans une charte de 1152 et un autre de 1165.
  - Milon de Dampierre († après 1165), cité dans une charte de 1152 et un autre de 1165.
  - Guy de Dampierre († en 1163) : évêque de Châlons en 1163, mais serait mort peu de temps après son élection, sans avoir eu le temps d'être sacré.
  - Helvide de Dampierre († avant mai 1196), qui épouse 1) Gaucher II de Nanteuil La Fosse 2) Geoffroy IV, seigneur de Joinville, fils de Geoffroy III de Joinville et de Félécité de Brienne, dont elle a sept enfants.***
  - Peut-être Agnès de Dampierre († après 1192), qui épouse Narjot II, seigneur de Toucy, fils de Ithier III de Toucy et d’Élisabeth de Joigny, dont elle a cinq enfants, mais il s'agit certainement d'une erreur et d'une confusion avec Agnès de Montréal[3]
- Guillaume Ier de Dampierre († après 1173) : succède à son père en tant que seigneur de Dampierre, de Saint-Dizier et de Moëslains. Il devient également connétable de Champagne. Il épouse Ermengarde de Toucy, dame de Champlay, fille d'Ithier III, seigneur de Toucy, et d'Élisabeth de Joigny, dont il a cinq enfants, et dont il se sépare avant 1172. Il est possible qu'il se soit remarié par la suite.
  - Guy de Dampierre († en 1216), qui suit.
  - Milon de Dampierre († après mars 1228), cité dans des chartes de 1172, 1189 et 1227.
  - Helvide de Dampierre († après 1224), qui épouse Jean de Montmirail, dit le Bienheureux, seigneur de Montmirail, vicomte de Meaux et connétable de France, fils de André de Montmirail et d'Hildiarde d'Oisy, vicomtesse de Meaux, dont elle a sept enfants.
  - Elisabeth de Dampierre († après mars 1228), qui épouse Geoffroy Ier d'Aspremont, fils de Gobert V, seigneur d’Aspremont, et d'Ida de Chiny, dont elle a quatre enfants (dont Jean d'Apremont qui fut évêque de Verdun puis de Metz) et le bienheureux Gobert d'Aspremont).
  - Odette de Dampierre († en 1212), qui épouse Jean II de Thourotte, châtelain de Thourotte et Noyon, fils de Jean Ier de Thourotte, châtelain de Thourotte et Noyon et d'Alix de Dreux, dont elle a neuf enfants.
- Guy II de Dampierre († en 1216) : succède à son père en tant que seigneur de Dampierre, de Saint-Dizier et de Moëslains et connétable de Champagne. Il épouse Mathilde Ire de Bourbon, dame de Bourbon, fille d'Archambaud de Bourbon et d'Alix de Bourgogne (1146-1209), divorcée de Gaucher IV de Mâcon, seigneur de Salins, dont il a sept enfants. Par son mariage, il devient également seigneur de Bourbon.
  - Archambaud de Dampierre († en 1242 à la Bataille de Taillebourg). En tant que fils aîné, il succède à ses parents comme seigneur de Bourbon et est également un temps connétable de Champagne. Il épouse Alix de Forez, fille de Guigues III de Forez et d'Adelasia, mais il la répudie pour se remarier avec Béatrice de Montluçon, fille d'Archambaud II de Montluçon, seigneur de Montluçon, dont il a cinq enfants. Il est la tige de la seconde maison de Bourbon[4].
  - Philippa / Mathilde de Dampierre († en 1223), qui épouse Guigues IV, comte de Forez, fils de Guigues III, Comte de Lyon et de Forez, et d'Alix de Sully, dont elle a deux enfants.
  - Guillaume de Dampierre († le 3 septembre 1231), qui suit :
  - Guy III de Dampierre († 22 mars 1275), seigneur de Saint-Just.
  - Marie de Dampierre († avant 1237), qui épouse Hervé II, seigneur de Vierzon, fils d'Hervé Ier, seigneur de Vierzon, et d’Éléonore de la Ferté-Imbaud, dont elle a deux enfants. Veuve, elle épouse en secondes noces Henri Ier de Sully, fils d'Archambaud IV, seigneur de Sully (héritier d'une branche aînée et spoliée de la maison de Blois-Champagne), dont elle a un enfant.
  - Jeanne de Dampierre
  - Marguerite de Dampierre
- Guillaume II de Dampierre († le 3 septembre 1231) : succède à son père en tant que seigneur de Dampierre, de Saint-Dizier et de Moëslains. Il succède à son frère comme connétable de Champagne. Il épouse Marguerite II, dame de Beaumont (Hainaut), puis comtesse de Flandre et de Hainaut, obligée de se séparer de son premier mari Bouchard d'Avesnes, dont il a cinq enfants :
  - Guillaume de Dampierre († le 6 juin 1251), qui suit.
  - Gui de Dampierre († le 7 mars 1305), qui succède à son frère en tant que comte de Flandre. Il épouse Mahaut de Béthune, fille et héritière de Robert VII de Béthune, seigneur de Béthune, de Termonde, de Richebourg et de Warneton, et d'Elisabeth de Morialmez, dont il a huit enfants. Veuf, il épouse en secondes noces Isabelle de Luxembourg, fille d'Henri V de Luxembourg, duc de Luxembourg et de Marguerite de Bar, dont il a huit autres enfants. Il est la tige des comtes de Flandre issus de la maison de Dampierre[5].
  - Jean Ier de Dampierre († 1258), qui succède à son frère en tant que seigneur de Dampierre, qui suit plus loin.
  - Jeanne de Dampierre († 1245/1246), qui épouse Hugues III, comte de Rethel, fils d'Hugues II de Rethel et de Félicité de Broyes, dame de Beaufort, dont elle a deux enfants. Veuve, elle épouse en secondes noces Thiébaut II, comte de Bar, fils d'Henri II, comte de Bar et de Philippa de Dreux, dame de Torcy-en-Brie, dont elle n'a pas d'enfant.
  - Marie de Dampierre († 1302), abbesse à l'abbaye de Flines.
- Guillaume III de Dampierre († le 6 juin 1251), succède à son père en tant que seigneur de Dampierre, de Saint-Dizier et de Moëslains puis à sa mère en tant que comte de Flandre. Il épouse Béatrice de Brabant, fille d'Henri II, duc de Brabant et de Marie de Souabe, veuve d'Henri le Raspon, landgrave de Thuringe puis roi des Romains, dont il n'eut pas d'enfant.
- Jean Ier de Dampierre († 1258), qui succède à son frère en tant que seigneur de Dampierre, de Saint-Dizier et de Moëslains, vicomte de Troyes et connétable de Champagne. Il épouse Laure de Lorraine, fille de Matthieu II, duc de Lorraine, et de Catherine de Limbourg, dont il a deux enfants.
  - Jean de Dampierre (né en 1251/1253 - † avant le 11 novembre 1307), qui suit :
  - Guillaume de Dampierre (né en 1258 - † après 1314). Seigneur de Saint-Dizier, d'Eureville, d'Humbécourt et d'Aurainville, qui suit plus bas.
- Jean II de Dampierre (né en 1251/1253 - † avant le 11 novembre 1307), succède à son père en tant que seigneur de Dampierre et vicomte de Troyes. Il épouse Isabelle de Brienne, fille d'Alphonse de Brienne et de Marie de Lusignan, comtesse d'Eu, dont il a quatre enfants :
  - Guillaume de Dampierre († entre 1302 et 1307), qui meurt avant son père, sans mariage ni descendance connus.
  - Jean de Dampierre († après le 11 novembre 1307), qui suit.
  - Marguerite de Dampierre († 1316), qui suit après son frère.
  - Jeanne de Dampierre († 1316), qui épouse Miles IX, seigneur de Noyers et maréchal de France, fils de Milon VIII de Noyers et de Marie de Châtillon-sur-Marne, dame de Crécy, dont elle a cinq enfants.
- Jean III de Dampierre († après le 11 novembre 1307), succède à son père en tant que seigneur de Dampierre. Il meurt sans mariage ni descendance connus.
- Marguerite de Dampierre († 1316), succède à son frère en tant que dame de Dampierre. Elle épouse Gaucher VI de Châtillon, fils de Gaucher V de Châtillon, seigneur de Chatillon et comte de Porcien, et d'Isabelle de Dreux, dont elle a quatre enfants. Gaucher VI est titré comte de Porcien du vivant de son père, mais meurt avant lui.
  - Gaucher VII de Châtillon († 1342), qui succède à son père en tant que comte de Porcien.
  - Jean de Châtillon († avant 1360), qui suit.
  - Hugues de Châtillon († 1318), inhumé à l'abbaye de Beaulieu.
  - Marguerite de Châtillon († après 1335), qui épouse Pierre Flotte, seigneur d’Escole, fils de Guillaume Flotte, seigneur de Revel, et d'Héloise de Mello, dont elle a un enfant.

### Arbre

Armes primitives de la maison de Bourbon-Dampierre éteinte

Armes de la première maison de Bourbon reprises par la maison de Bourbon-Dampierre éteinte

```
Vitier/Guy de Moeslain († 1080)
|
|→Thibaut 
I
er
 de Dampierre
[
6
]
 (v. † 1106)
|  X Isabeau de Monthlery
[
7
]

|  |
|  |→ Thibaud II de DAMPIERRE
|  |  x
|     |→
Guy 
I
er
 († 1151), vicomte de Troyes, seigneur de Dampierre
|       X Helvide de Baudement
|       |
|       |→
Guillaume 
I
er
[
8
]
 († av. 1161), seigneur de Dampierre
|       |  X 
Ermengarde de Toucy

|       |  |
|       |  |→
Guy II
 († 1216), 
connétable de Champagne
, seigneur de Dampierre et de Bourbon
|       |     X 
Mahaut de Bourbon
 (v. 1164/69 † 1228)
|       |     |
|       |     |→
Archambaud VIII de Bourbon
 (v. 1189 † 1242), seigneur de Bourbon
|       |     |  |
|       |     |  |→
Maison de Bourbon-Dampierre

|       |     |
|       |     |→
Guillaume II
 (ap. 1196 † 1231), seigneur de Dampierre
|       |     |  X 
Marguerite II
, comtesse de Flandre et de Hainaut
|       |     |  |
|       |     |  |→ 
Gui de Dampierre
 (v. 1226 † 1305), comte de Flandre et margrave de Namur (
Maison de Flandre-Dampierre
)
|       |     |  |→ Jean 
I
er
 de DAMPIERRE, vicomte de Troyes
|       |     |  |  x
|       |     |  |  |
|       |     |  |  |→ 
Jean II de DAMPIERRE
[-sur-Aube]
|       |     |  |  |  x
|       |     |  |  |  |
|       |     |  |  |  |→ Marguerite de DAMPIERRE[-sur-Aube]
|       |     |  |  |  |  x 1305 Gaucher VI de CHÂTILLON[-sur-Marne]
|       |     |  |  |  |  |
|       |     |  |  |  |  |→ Jean de CHÂTILLON, seigneur de Dampierre[-sur-Aube]
|       |     |  |  |  |     x Marie de Rollaincourt
|       |     |  |  |  |     |
|       |     |  |  |  |     |→ 
Hugues 
I
er
 de CHÂTILLON
[-sur-Marne], Sgr.de Dampierre
|       |     |  |  |  |        x
|       |     |  |  |  |        |
|       |     |  |  |  |        |→ 
Jacques de CHÂTILLON
[-sur-Marne], Sgr.de Dampierre
|       |     |  |  |  |           x
|       |     |  |  |  |           |
|       |     |  |  |  |           |→ Valéran de CHÂTILLON[-sur-Marne], Sgr.de Dampierre
|       |     |  |  |  |              x
|       |     |  |  |  |              |
|       |     |  |  |  |              |→ Marguerite de CHÂTILLON[-sur-Marne], dame de Dampierre[-sur-Aube], de Sompuis, et de Rollaincourt
|       |     |  |  |  |                 x Philippe de LANNOY
|       |
|       |→ Guy, 
évêque de Châlons-sur-Marne
 en 1163
|
|→ Hugues († 1082), 
évêque de Troyes
```

## Succession des seigneurs de Dampierre

### Maison de Châtillon
- Jean IV de Châtillon († avant 1360), succède à sa mère en tant que seigneur de Dampierre. Il épouse Marie de Rolaincourt, dont il a trois enfants :
  - Jean de Châtillon († après 1368), qui suit.
  - Hugues de de Châtillon († entre 1382 et 1390), qui suit après son frère.
  - Marguerite de Châtillon, qui épouse Jean II Tyrel, seigneur de Poix et de Mareuil.
- Jean V de Châtillon († après 1368), succède à son père en tant que seigneur de Dampierre. Il épouse Jeanne de Coucy, fille de Philippe de Coucy, vicomte de Meaux et de Jeanne Flamenc de Canny, mais ils n'ont pas de descendance.
- Hugues de Châtillon († entre 1382 et 1390), succède à son frère en tant que seigneur de Dampierre. Il épouse Agnès de Sechelles, veuve de Jean Tyrel, seigneur de Poix, et fille de Mathieu de Sechelles, dont il a un enfant :
  - Jacques de Châtillon († le 25 octobre 1415 à la bataille d'Azincourt), qui suit.
- Jacques Ier de Châtillon († le 25 octobre 1415 à la bataille d'Azincourt), succède à son père en tant que seigneur de Dampierre. Il devient amiral de France. Il épouse Jeanne de la Rivière, fille de Charles, seigneur de la Rivière et de Marguerite, dame d’Auneau et de Rochefort, dont il a trois enfants :
  - Jacques de Châtillon († après 1445), qui suit.
  - Valeran de Châtillon († après 1471), qui suit après son frère.
  - Isabelle de Châtillon, qui épouse Jean IV de Courtenay, seigneur de Champignelles, fils de Pierre III de Courtenay, seigneur de Champignelles et de Saint-Brisson, et de Jeanne Braque.
- Jacques II de Châtillon († après 1445), succède à son père en tant que seigneur de Dampierre. Il épouse Jeanne Flotte, dame de Revel et de Montcresson, veuve d'Antoine d’Auvergne puis de François d’Aubichecourt, seigneur de Montcresson-lez-Montargis, fille d'Antoine Flotte, mais ils n'ont pas de descendance.
- Valeran de Châtillon († après 1471), seigneur de Beauval, il succède à son frère en tant que seigneur de Dampierre. Il épouse Jeanne de Saveuse, fille de Bon de Savoise et de Catherine de Boubers, dont il a deux enfants :
  - Marguerite de Châtillon († vers 1500), qui suit.
  - Barbe de Châtillon († avant 1509). Dame de Beauval. Elle épouse Jean II de Soissons, seigneur de Moreuil et de Poix, fils de Valeran de Soissons, seigneur de Moreuil, et de Marguerite de Roye.
- Marguerite de Châtillon († vers 1500), succède à son père en tant que dame de Dampierre. Elle épouse Philippe de Lannoy, seigneur de Willerval, fils de Gilbert II de Lannoy, seigneur de Willerval, et de Marie van Gistel, dont elle a au moins un fils :
  - Philippe de Lannoy, qui suit.

### Maison de Lannoy
- Philippe de Lannoy, succède à sa mère en tant que seigneur de Dampierre. En 1526, il vend Dampierre à Louis Picot, d'où les Picot de Dampierre.

### Famille Picot
La maison Picot est une famille originaire de Champagne, anoblie en 1496 par une charge de secrétaire du roi, acquéreur de la terre de Dampierre en 1526. Elle reçoit le titre de marquis en 1645, mais est éteinte en 1871.
Auguste Marie Henri Picot de Dampierre, général de la Révolution française, est issu de cette famille.

## Branche de Bourbon-Dampierre
- Archambaud de Dampierre († en 1242 à la bataille de Taillebourg). En tant que fils aîné, il succède à ses parents comme seigneur de Bourbon. Il épouse Alix de Forez, fille de Guigues III de Forez et d'Adelasia, mais il la répudie pour se remarier avec Béatrice de Montluçon, fille d'Archambaud II de Montluçon, seigneur de Montluçon, dont il a cinq enfants. Il est la tige de la seconde maison de Bourbon.
  - Marguerite de Bourbon († en 1256). Elle épouse Thibaut IV de Champagne, dont elle a six enfants, et devient comtesse de Champagne puis reine de Navarre.
  - Archambaud IX de Bourbon († le 15 janvier 1249 à Chypre), qui suit.
  - Guillaume de Bourbon († avant 1270). Seigneur de Beçay. Il épouse Marguerite, dame de Boisrosier, veuve d'Eudes des Barres, dont il a un enfant.
    - Guillaume de Bourbon († avant 1291). Seigneur de Beçay. Il épouse Isabelle de Courtenay, fille de Guillaume de Courtenay, seigneur de Champignelles, et de Marguerite de Salins, dont il a un enfant.
      - Guillaume de Bourbon († en 1299 ou après). Seigneur de Beçay. Il épouse Mathilde de Montgascon, veuve d'Eudes, seigneur de Tournon, fille de Faucon III, seigneur de Montgascon, et d'Isabelle de Ventadour.

  - Marie de Bourbon († en 1274). Elle épouse Jean Ier de Dreux, comte de Dreux et de Braine, fils de Robert III de Dreux et d'Aliénorn dame de Saint-Valéry, dont elle a trois enfants.
  - Béatrix ou Agnès de Bourbon. Elle épouse Béraud VI, seigneur de Mercœur, fils de Béraud V de Mercœur et d'Alix de Chamalières, dont elle a neuf enfants.
- Archambaud IX de Bourbon († le 15 janvier 1249 à Chypre). Il succède à son père comme seigneur de Bourbon. Il épouse Yolande de Châtillon, fille de Gui Ier de Châtillon, comte de Saint-Pol, et d’Agnès de Donzy, dont il a deux enfants.
  - Mathilde de Bourbon († en 1262), qui suit.
  - Agnès de Bourbon († en 1287), qui suit après sa sœur.
- Mathilde de Bourbon († en 1262). Elle succède à son père comme dame de Bourbon. Elle hérite de sa mère des comtés de Nevers, d'd'Auxerre et de Tonnerre. Elle épouse Eudes de Bourgogne, fils du duc de Bourgogne Hugues IV et de Yolande de Dreux, dont elle a quatre enfants.
- Agnès de Bourbon († en 1287). Elle succède à sa sœur comme dame de Bourbon. Elle épouse Jean de Bourgogne, fils du duc de Bourgogne Hugues IV et de Yolande de Dreux, dont elle a un enfant.
  - Béatrice de Bourgogne († en 1310), qui suit.
- Béatrice de Bourgogne († en 1310). Elle succède à sa mère comme dame de Bourbon. Elle épouse Robert de France, comte de Clermont, fils du roi de France Louis IX, dit Saint Louis, et de Marguerite de Provence, dont elle a six enfants.

Leur fils Louis Ier de Bourbon est ainsi la tige de la troisième maison de Bourbon.

### Arbre
```
 
Guy II de Dampierre
 (†  1216) connétable de Champagne vers 1170 : voir ci-dessus.
x Mahaut, dame de Bourbon († 1228)
|
|→
Archambaud VIII le Grand
[
9
]
(† 1242) sire de Bourbon en 1228.
|  |
|  |→
Archambaud IX le Jeune
 († 1249), sire de Bourbon.
|     X 
Yolande de Châtillon
[
10
]
, 
comtesse de Nevers
, 
d'Auxerre
 et 
de Tonnerre

|     |
|     |→
Mahaut II
, dame de Bourbon († 1262)
|     |    x 
Eudes de Bourgogne
 († 1266)
|     |      |→
maison capétienne de Bourgogne

|     |
|     |→
Agnès
, comtesse de Nevers, d'Auxerre et de Tonnerre († 1288)
|        x 
Jean de Bourgogne
, sire de Charolais († 1267)
|          |→ 
Béatrice de Bourgogne

               x 
Robert de Clermont

               |→
maison capétienne de Bourbon

|
|→
Guillaume de Dampierre
 († 1242)
   x 
Marguerite II
, 
comtesse de Flandre

   |→
maison de Dampierre-Flandre
```

## Branche de Flandre-Dampierre
Cette branche s'est éteinte en 1366.
- Gui de Dampierre († le 7 mars 1305), qui succède à son frère en tant que comte de Flandre. Il épouse Mahaut de Béthune, fille et héritière de Robert VII de Béthune, seigneur de Béthune, de Termonde, de Richebourg et de Warneton, et d'Elisabeth de Morialmez, dont il a huit enfants (1). Veuf, il épouse en secondes noces Isabelle de Luxembourg, fille d'Henri V de Luxembourg, duc de Luxembourg et de Marguerite de Bar, dont il a huit autres enfants (2). Il est la tige des comtes de Flandre issus de la maison de Dampierre.
  - (1) Robert de Flandre († le 17 septembre 1322), qui suit.
  - (1) Guillaume de Flandre († en 1311). Seigneur de Dendermonde et de Crèvecœur. Il épouse Alix de Clermont, vicomtesse de Châteaudun, dame de Mondoubleau, fille de Raoul II de Clermont, seigneur de Nesle et connétable de France, et d'Alix de Dreux-Beu, vicomtesse de Châteaudun, dont il a six enfants.
    - Guillaume de Flandre († en 1320). Il succède à son père comme seigneur de Dendermonde, et à sa mère comme vicomte de Châteaudun et Seigneur de Nesle-en-Picardie. Il épouse Maria von Vianden, héritière de Rumpst et Schorisse, fille de Philipp von Vianden Heer van Rumpst et de Marie de Cernay.
    - Jean de Flandre († dans une bataille le 2 mai 1325). Il succède à son père comme seigneur de Crèvecœur et d'Arleux. Il épouse Béatrix de Châtillon, fille de Gui IV de Châtillon, comte de Saint-Pol et de Marie de Bretagne, dont il a six enfants.
      - Jean de Flandre († avant 1347), cité dans une charte de 1346.
      - Gui de Flandre († avant 1347), cité dans une charte de 1346.
      - Marie de Flandre († entre 1349 et 1355), qui épouse Ingelger Ier, seigneur d'Amboise et de Chevreuse, fils de Pierre Ier d'Amboise et de Jeanne, dame de Chevreuse et de Maurepas, dont elle a deux enfants.
      - Marguerite de Flandre († après 1387), qui épouse Guillaume de Craon, fils d'Amaury III, seigneur de Craon, et de Béatrix de Roucy, dont elle a quatre enfants.
      - Isabelle de Flandre († après 1387), citée dans une charte de 1346 et dans une autre de 1354.
      - Mathilde de Flandre, citée dans une charte de 1346 et dans une autre de 1354. Moniale franciscaine à Paris.

    - Gui de Flandre († après 1345), seigneur de Richebourg. Il épouse Marie d'Enghien, châtelaine de Gand, Vrouwe van Zotteghem, veuve d'Hugues V, seigneur d’Antoing et d'Epinoy, fille de Gérard II van Zotteghem, châtelain de Gand, Heer van Zotteghem, et de Marie van Gent, dont il a un enfant. Il épouse en secondes noces Béatrix van Putten, veuve d'Hugo van Zotteghem, Burchgraeve van Gent, Heer van Zotteghem, fille de Nikolaas IV, Heer van Putten, et d'Aleid van Strijen, dont il n'a pas de postérité.
      - Alix de Flandre († le 4 mai 1346), dame de Richebourg. Elle épouse Jean Ier de Luxembourg, seigneur de Ligny, de Beauvoir et de Roussy, fils de Valeran II de Luxembourg, seigneur de Ligny, de Beauvoir et de Roussy, et de Guyotte, châtelaine de Lille, dont elle a dix enfants.

    - Marie de Flandre († le 4 mai 1350), vicomtesse de Châteaudun (titre qu'elle a probablement vendu en 1340 au mari de sa nièce : Guillaume de Craon). Elle épouse Robert VII d'Auvergne, fils de Robert VI, comte d´Auvergne et de Boulogne, et de Beatrix de Montgascon, dont elle a sept enfants.
    - Isabelle de Flandre, dame de Brion. Elle n'a pas d'époux ni de descendance connu.
    - Jeanne de Flandre († après 1342), qui épouse Gerhard Heer van Diest, Borchgraeve van Antwerpen, fils d'Arnout V, Heer van Diest, Burggraaf van Antwerpen, et d'Isabelle de Mortagne, dont elle n'a pas de postérité. Elle épouse en secondes noces Otto van Kuyc, Heer van Mierlo en Zeelem, fils de Jan Ier van Kuyc, Heer van Merum en Neerloon et de Jutta von Nassau, dont elle n'a pas de postérité.

  - (1) Jean de Flandre († le 14 octobre 1292), évêque de Metz puis de Liège.
  - (1) Marguerite de Flandre († le 3 juillet 1285), qui épouse Jean Ier, duc de Brabant, fils d'Henri III de Brabant et d'Alix de Bourgogne, dont elle a quatre enfants.
  - (1) Baudouin de Flandre († en 1296), cité dans le Genealogia Comitum Flandriæ.
  - (1) Marie de Flandre († en 1297), citée dans le Genealogia Comitum Flandriæ. Elle épouse Wilhelm von Jülich (tué le 16 mars 1278 à la bataille d’Aix-la-Chapelle), fils de Wilhelm IV, Graf von Jülich, et de Richardis van Gelre, puis Simon II, seigneur de Châteauvillain, fils de Jean Ier et de Jeanne, dont elle a cinq enfants (Jean II, Gui, Simon, Robert et Hugues).
  - (1) Béatrix de Flandre († le 23 mars 1296)), citée dans le Genealogia Comitum Flandriæ. Elle épouse Florent V, comte de Hollande, fils de Guillaume II de Hollande, roi d'Allemagne, et d'Elisabeth von Braunschweig.
  - (1) Philippe de Flandre († en novembre 1318 en Italie). Il va guerroyer en Pouilles avec Charles Ier d'Anjou, roi de Naples et de Sicile, qui l'a fait commandant militaire de ses campagnes en Sicile. Il revient en Flandre en mai 1303 et devient régent pendant l'emprisonnement de son père. Il jure allégeance au roi de France Philippe IV le Bel à Lille en septembre 1304 et négocie le traité d'athis-sur-orge. Il épouse Mathilde de Courtenay, comtesse de Chieti, dame de Pandy et de Neuvy, fille de Raoul de Courtenay, Seigneur d’Illiers, Comte de Chieti, et d'Alix de Montfort, comtesse de Bigorre (ce mariage a été arrangé par Charles Ier d'Anjou). Une fois veuf, il épouse en secondes noces Pernelle de Milly, comtesse de Loretta, veuve d'Étienne III de Sancerre, seigneur de Saint-Brisson et de Châtillon-sur-Loing, et de Guy de Vaudémont, fille de Geoffroy, Seigneur de Milly, sénéchal du royaume de Naples, et d'Eléonore.
  - (2) Marguerite de Flandre († 1331). Elle épouse Alexandre, Prince d'Écosse, fils d'Alexandre III, roi d'Écosse, et de Marguerite d'Angleterre. Elle épouse en secondes noces Renaud Ier, Comte de Gueldre, fils d'Otto II, Comte de Gueldre, et de Philippa de Dammartin.
  - (2) Jeanne de Flandre († 1296). Moniale à l'abbaye de Flines.
  - (2) Béatrix de Flandre († après 1307). Elle épouse Hugues II de Châtillon, fils de Gui III de Châtillon, comte de Saint-Pol et de Blois, et de Mathilde de Brabant, dont elle a deux enfants (Guy Ier de Blois-Châtillon et Jean).
  - (2) Jean de Flandre († 1329/1330). Il est d'abord fiancé avec Blanche de France, fille de Philippe III le Hardi, roi de France, et de Marie de Brabant. Il épouse en premières noces Marguerite de Clermont, fille de Robert de France, comte de Clermont et seigneur de Bourbon, et de Béatrix dame de Bourbon, qui mourut très rapidement sans avoir donné naissance à des enfants. Veuf, il épouse en secondes noces Marie d'Artois, fille de Philippe d’Artois, seigneur de Conches, et de Blanche de Bretagne, avec laquelle il eut onze enfants. Son père lui cède le titre de comtes de Namur. Il est la tige des comtes de Namur issus de la maison de Dampierre[11].
  - (2) Gui de Flandre († en octobre 1311). Il est d'abord fiancé avec Marie de Mortagne, fille de Jean de Mortagne, châtelain de Tournai et seigneur de Mortagne, et de Marie de Conflans, mais les fiançailles sont annulées. Il épouse Marguerite de Lorraine, fille de Thiébaud II, duc de Lorraine, et d'Isabelle de Rumigny, mais n'a pas d'enfant.
  - (2) de Flandre († le 6 novembre 1337). Il épouse Margareta von Kleve, fille de Dietrich VIII, Graf von Kleve, et de Margareta von Habsburg-Kyburg, dont il a deux enfants :
    - Henri de Flandre († en 1366). Il épouse Margareta von Vianden, fille de Gottfried I, comte de Vianden, et d'Aleidis van Oudenaarde, dont il n'a pas d'enfant. Veuf, il épouse en secondes noces Philippa van Valkenburg, fille de Reinold, seigneur de Valkenburg et seigneur de Montjoie (Monschau en Allemagne), et de Maria van Boutershem, dont il n'a pas d'enfant. Il a un enfant illégitime d'une maîtresse inconnue :
      - Goswin, Heer van Rymerstech. Il a un enfant illégitime avec Marguerite de Pape :
        - Marguerite, qui épouse Jean Paris.

    - Marguerite de Flandre († le 8 juin 1334), morte jeune.

  - (2) Isabelle de Flandre († 1323). Elle épouse Jean Ier de Fiennes, châtelain de Bourbourg et seigneur de Tingry, fils de Guillaume II de Fiennes et de Blanche de Brienne, dont elle a cinq enfants.
  - (2) Philippine de Flandre († le 2 février 1304). Elle est fiancée avec Édouard d'Angleterre, prince de Galles et futur roi d'Angleterre, mais elle meurt avant le mariage.

### Arbre
```
Guy II de Dampierre, maréchal de Champagne
x Mahaut, dame de Bourbon (+1216)
|
|→Archambaud VIII le Grand, sire de Bourbon (+1242)
|  x
|  |
|  |→Maison de Bourbon-Dampierre
|→Guillaume de Dampierre (+1242) Guillaume II de Flandre
   x 1225 Marguerite II, comtesse de Flandre, de Hainaut de Namur
   |
   |→Guillaume III de Dampierre, co-comte de Flandre (v1227-1251)
   |  x Béatrice de Brabant (+1288)
   |
   |→Gui, comte de Namur (1263-1297), comte de Flandre (1278-+1304)
      x 1) 1246 Mathilde de Béthune (+1264)
      x 2) Isabelle de Luxembourg (+1298)
      |
      |→Robert III de Flandre dit Courteheuse, comte de Nevers puis comte de Flandre (1249-1222)
      |  x 1) 1265 Blanche d'Anjou (+1269)
      |  x 2) 1272 Yolande de Bourgogne (+1280)
      |  |
      |  |→Louis (
1
er
), comte de Rethel et de Nevers (+1322)
      |  |  x Jeanne de Rethel, 
comtesse de Rethel

      |  |  |
      |  |  |→
Louis 
I
er
, comte de Flandre, de Rethel et de Nevers (
1304
-
1346
)
      |  |  |  x 
Marguerite de France
 (1310-
1382
)
      |  |  |  |
      |  |  |  |→
Louis II de Mâle
, comte de Flandre, de Nevers et de Rethel, puis 
comte de Bourgogne
 et 
d'Artois
 (
1330
-
1384
)
      |   |  |     x Marguerite de Brabant († 
1368
)
      |   |  |     |
      |   |  |     |→
Marguerite III de Flandre
, comtesse de Flandre, d'Artois, de Bourgogne, de Rethel et de Nevers (
1350
-
1405
)
      |   |  |        x 
Philippe II le Hardi
, 
duc de Bourgogne

      |   |  |        |
      |   |  |        |→
maison capétienne de Bourgogne

      |   |  |
      |   |  |→
Jeanne de Flandre
 († 
1374
)
      |   |     x 
1329
 
Jean de Montfort (1294-1345)
, 
comte de Monfort-l'Amaury
 et 
de Richmond
 (
Angleterre
), prétendant au 
duché de Bretagne

      |   |     |
      |   |     |→
maison capétienne de Dreux

      |   |
      |   |→Robert de Flandre (+1331), comte de Marle
      |      x Jeanne de BRETAGNE (1296-1355), dame de Nogent-le-Rotrou
      |      |
      |      |→Pierre (Gilles - Guy) de Dampierre
      |         x Marie de Luxembourg-Ligny
      |
      |
      |→
Jean
 († 
1291
), 
évêque de Metz
 (
1279
-
1282
) puis 
prince-évêque de Liège
 (
1282
-
1291
)
      |
      |→Marguerite (v. 1251-1285)
      |  x 
Jean 
I
er
 († 
1294
), 
duc de Brabant

      |  |
      |  |→
maison de Hesse

      |
      |→Béatrice (v. 1260-1296)
      |  x 
Florent V
, 
comte de Hollande
 et de Zélande
      |
      |→Jean 
I
er
 de Namur, comte ou marquis de 
Namur
 (v. 1266-1330)
         x 1) 
1307
 Marguerite de Clermont
         x 2) Marie d'Artois
         |
         |→
comtes de Namur
```

## Branche de Namur-Dampierre
Cette branche s'est éteinte en 1429.
- Jean de Flandre († 1329/1330). Son père lui cède le titre de comtes de Namur. Il est d'abord fiancé avec Blanche de France, fille de Philippe III le Hardi, roi de France, et de Marie de Brabant. Il épouse en premières noces Marguerite de Clermont, fille de Robert de France, comte de Clermont et seigneur de Bourbon, et de Béatrix dame de Bourbon, qui mourut très rapidement sans avoir donné naissance à des enfants. Veuf, il épouse en secondes noces Marie d'Artois, fille de Philippe d’Artois, seigneur de Conches, et de Blanche de Bretagne, dont il eut onze enfants :
  - Jean II de Namur († le 2 avril 1335), qui suit.
  - Gui II de Namur († le 12 mars 1336), qui suit après son frère.
  - Henri de Namur († le 8 octobre 1333). Chanoine à la cathédrale de Chartres, puis à la cathédrale de Cambrai, puis à celles de Châlons-sur-Marne et de Reims.
  - Blanche de Namur († 1363 à Copenhague). Elle épouse Magnus IV, roi de Suède et de Norvège, dont elle a deux enfants : Éric XII de Suède, futur roi de Suède, et Håkon VI, roi de Norvège puis également roi de Suède. Elle a été accusée par sainte Brigitte de Suède d'avoir empoisonné son fils aîné, mais son innocence n'a été prouvée qu'au XVIIIe siècle.
  - Philippe III de Namur († 1337), qui suit après son frère.
  - Marie de Namur († 1357). Elle épouse le comte Henri II de Vianden, avec qui elle a une fille, Marie, puis Thiébaut de Bar, seigneur de Pierrepont, avec qui elle a deux filles Yolande et Élisabeth.
  - Marguerite de Namur († 1383), moniale à Peteghem.
  - Guillaume Ier de Namur († le 1er octobre 1391), qui suit après son frère.
  - Robert de Namur († en avril 1391). Seigneur de Beaufort-sur-Meuse et de Renaix et maréchal de Brébant. Il combattit aux côtés des Anglais dans la guerre de Cent Ans. Chevalier de la Jarretière en 1369. Il épouse en premières noces Isabelle de Hainaut, fille de Guillaume Ier, comte de Hainaut, de Hollande et de Zélande, et de Jeanne de Valois, et en secondes noces Isabelle de Melun, dame de Viane, fille d'Hugues de Melun, seigneur d'Antoing. Il a deux enfants illégitimes de mères inconnues :
    - Robert († 1394), prévôt de Saint-Lambert de Liège en 1381 puis chanoine à la cathédrale de Cambrai en 1387.
    - Philippe († 1403), chanoine à Saint-Pierre de Lille puis Sainte-Marie de Courtrai.

  - Louis de Namur († entre 1378 et 1386). Seigneur de Peteghem et de Bailleul. Il épouse Isabelle de Roucy, dame de Roucy, fille et héritière de Robert II, comte de Roucy, et de sa femme Marie d'Enghien.
  - Élisabeth de Namur († le 29 mars 1382). Elle épouse Robert Ier du Palatinat, comte Palatin du Rhin, fils de Rodolphe Ier du Palatinat et de Mathilde de Nassau, mais n'a pas de postérité.
- Jean II de Namur († le 2 avril 1335). Il succède à son père en 1330. Il n'a pas de mariage et de postérité.
- Gui II de Namur († le 12 mars 1336). Il succède à son frère en 1335. Il n'a pas de mariage et de postérité.
- Philippe III de Namur († assassiné en septembre 1337 à Famagouste). Il succède à son frère en 1336 alors qu'il se trouvait en Suède à la cour de sa sœur Blanche. Il partit ensuite vers l'Orient et débarqua dans l'île de Chypre où il se livra à de tels excès que les habitants de Famagouste le massacrèrent avec ses compagnons.
- Guillaume Ier de Namur († le 1er octobre 1391). Il succède à son frère en 1336. Il épouse en premières noces Jeanne de Beaumont, veuve de Louis Ier de Blois-Châtillon, comte de Blois, fille de Jean d'Avesnes, seigneur de Beaumont, et de Marguerite de Soissons, comtesse de Soissons, avec qui il a une fille morte jeune. Veuf, il épouse en secondes noces Catherine de Savoie, veuve d'Azonn Visconti, seigneur de Milan et de Raoul II de Brienne, comte d'Eu et de Guînes, fille de Louis II de Savoie, baron de Vaud, et d'Isabelle de Chalon-Arlay, dont il a quatre enfants.
  - une fille unique de sa première épouse, morte en bas âge.
  - Marie de Namur († 11 août 1412). Elle épouse Guy II de Blois-Châtillon , comte de Blois , de Dunois et de Soissons , et seigneur de Beaumont , fils de Louis Ier de Blois-Châtillon et de Jeanne de Beaumont, dont elle a un enfant :
    - Louis III de Blois-Châtillon († le 15 juillet 1391). Il épouse Marie de Berry , fille de Jean de France , duc de Berry , et de Jeanne d'Armagnac , mais n'a pas de postérité.

  - Guillaume II de Namur († le 10 janvier 1418), qui suit.
  - un fils, mort en bas âge.
  - Jean III de Namur († le 1er mars 1429), qui suit après son frère.
  - Jean de Namur (fils illégitime de mère inconnue). Chanoine à Saint-Donat à Bruges en 1362, puis chanoine à Walcourt de 1363 à 1378, et chanoine à Saint-Lambert à Liège en 1378.
  - Guillaume de Flandre (fils illégitime de mère inconnue). Chanoine à Notre-Dame à Huy . Il a une dispense le 22 février 1391 et épouse Jeanne d'Hazecourt.
- Guillaume II de Namur († le 10 janvier 1418). Il succède à son père en 1391. Il épouse en premières noces Marie de Bar, fille de Robert Ier, duc de Bar et de Marie de France. Veuf, il épouse en secondes noces Jeanne d'Harcourt, fille de Jean VI, comte d'Harcourt, et de Catherine de Bourbon. Il meurt sans postérité.
- Jean III de Namur († le 1er mars 1429). Il succède à son frère en 1418. Il épouse Anne d'Abcoude, fille de Sweder d'Abcoude, seigneur de Gaasbeek, Putte, Strijen, Wijk et Durstede, et d'Anna von Leiningen, dont il n'a pas d'enfant. Son luxe et ses dépenses mécontentèrent ses sujets, en raison des impôts et en 1421, criblé de dettes et privé d'héritier, il vend le comté de Namur en viager à Philippe le Bon, duc de Bourgogne. Toutefois, il a trois enfants illégitimes de mères inconnues :
  - Catherine de Namur, qui épouse Jean dit Bureal de Juppleu, seigneur de Gesves.
  - Philippe Ier] de Namur († en 1450). Seigneur de Dhuy et de Bayart. Il épouse Marie de Dongelberg, fille de Jean de Dongelberg, seigneur de Longchamp, d'où descendance.
  - Jeande Namur († avant 1505). Seigneur de Trivières. Il épouse en premières noces Marguerite de Barbançon dite de Donstienne, veuve de Léon de Sart, fille de Guy de Barbançon et de Marie de Roisin, d'où descendance. En secondes noces, il se marie avec Jeanne d'Emeries, fille de Jean d'Emeries.

## Branche de Dampierre-Saint-Dizier
Cette branche s'est éteinte en 1401.
- Guillaume IV de Dampierre (né avant 1258 - † après 1314), succède à son père, Jean Ier de Dampierre, en tant que seigneur de Saint-Dizier, d'Eureville, d'Humbécourt et d'Aurainville. Il épouse Jeanne de Salins (ou de Chalon, de Bourgogne), fille d’Étienne de Chalon/de Salins le Sourd, seigneur de Rouvres, de Montenot et de St-Laurent-la-Roche, et de Jeanne, dame de Vignory, dont il a six enfants. Veuf, il épouse en secondes noces Marie d'Aspremont, fille de Geoffroy III, seigneur d'Aspremont et d'Isabelle de Quiévrain, dont il a un enfant
  - Étienne de Saint-Dizier († en février 1328), seigneur de Saint-Laurent-La Roche, de Montenot, d'Augisey, d'Agessaux et de Saint-Agnès. Il épouse en 1319 Huguette de Vienne, fille d'Henri de Vienne, seigneur de Sainte-Croix, et de Marguerite de Bellevesvre, dame de Chay, dont il a un enfant. Il a été assassiné à la suite d'un complot mené par sa femme, Huguette de Vienne, remariée en 1337 à Philippe II ou III de Vienne de Ruffey, fils d'Hugues V de Vienne et grand-oncle de Guillaume (cf. Sainte-Croix > Pagny, Seurre)[12].
    - Béraud de Saint-Dizier († en 1342). Il est fiancé à Béatrix de Chalon, fille de Jean II, comte d'Auxerre et de Tonnerre et d'Alix de Bourgogne, dame de Montfleur, mais le contrat est rompu peu de temps après.

  - Guillaume de Saint-Dizier († avant 1362), seigneur d'Alièze.
  - Jean de Saint-Dizier († après 1327), qui suit.
  - Robert de Saint-Dizier, seigneur de Valenpoullier[13]. Il devient chevalier de l'ordre de Saint-Jean de Jérusalem
  - Jeanne de Saint-Dizier († en 1343). Elle épouse en premières noces Hugonin de Villars, puis en secondes noces Aymon de Montferrand, seigneur de La Sarraz, mais elle n'a pas de postérité.
  - Isabelle de Saint-Dizier († avant 1368). Dame d'Urville/d'Orville/d'Eurville, d'Humb(r)ecourt, de Rouvres et de Montenot[14],[15]. Elle épouse Âme de Blâmont, seigneur de Deneuvre, fils d'Henri Ier, seigneur de Blâmont, et de Kunigunde von Leiningen (Cunégonde de Linange), dont elle a trois enfants ([15], p. 147 à 152).
  - Geoffroy de Saint-Dizier (fils de Marie d'Aspremont ; † le 19 septembre 1356 à la bataille de Poitiers). Il épouse Isabelle de Châtillon, dame de Roche-sur-Marne, et devient seigneur de Roche-sur-Marne, dont il a quatre enfants :
    - Henri de Saint-Dizier († le 25 décembre 1376). Il succède à ses parents en tant que seigneur de Roche-sur-Marne. Il épouse Marguerite de Joinville, dame de la Fauche, fille d'Ogier de Joinville (petit-fils de Simon de Joinville, cousin germain du chroniqueur), seigneur d'Effincourt, et de Marguerite de Beaupré, dont il a une fille :
      - Jeanne de Saint-Dizier († après le 18 août 1408). Elle épouse en premières noces Guillaume de Grandson, en secondes noces Jacques de Vergy, en troisièmes noces son beau-frère Gaucher de Savoisy (dont elle a un fils) et en quatrièmes noces Ferry de Chardoigne.

    - Guillaume de Roche († après 1366).
    - Jean de Saint-Dizier († le 4 mai 1375), évêque de Verdun.
    - Une fille dont le nom est inconnu, moniale à l'abbaye Notre-Dame de Soissons
- Jean Ier de Saint-Dizier († après 1327), succède à son père. Seigneur de Saint-Dizier, de Vignory et de l'Ecluse. Il épouse Alix de Nesle d'Offémont, fille de Gui de Clermont, dit de Nesle, seigneur d'Offémont et maréchal de France, et de Marguerite de Mello, dont il a trois enfants :
  - Jean de Saint-Dizier († entre 1367 et 1373), qui suit.
  - Isabelle de de Saint-Dizier († le 13 janvier 1371). Dame de Montemois. Elle épouse Jean le Mercier, puis, veuve, en secondes noces Jean de Châtillon, seigneur de Gandelus et de Dury, fils de Jean de Châtillon, seigneur de Châtillon, de Gandelus, de Troissy et de Marigny, et d’Éléonore de Roye, dame de la Ferté en Ponthieu, dont elle n'a pas de postérité.
  - Jeanne de Saint-Dizier. Elle épouse Jean le Mercier, seigneur de Noviant-au-Pré, dont elle n'a pas de postérité.
- Jean II de Saint-Dizier († entre 1367 et 1373), succède à son père en tant que seigneur de Saint-Dizier et de Vignory. Il épouse Marie de Bar-Pierrepont, fille d’Érard de Bar, seigneur de Pierrepont, et d'Isabelle de Lorraine, dont il a un enfant :
  - Édouard de Saint-Dizier († le 13 août 1401), qui suit.
- Édouard de Saint-Dizier († le 13 août 1401), succède à son père en tant que seigneur de Saint-Dizier, de Vignory et de Veuilly. Il épouse Jeanne de Vienne, veuve de Jean, seigneur de Rougemont, et fille de Henri de Vienne, seigneur de Mirebel, et de Marguerite de Bauffremont, dont il n'a pas de postérité.

Après la mort d’Édouard, sa succession est disputée entre sa veuve, les nièces de sa mère, les descendants de sa grand-tante paternelle Isabelle, et sa cousine au deuxième degré Jeanne de Saint-Dizier. Jean IV de Vergy parviendra à hériter de la majeure partie de cette succession et s'intitulera seigneur de Saint-Dizier.